# Giải vô địch bóng đá trẻ thế giới 1999
Giải vô địch bóng đá trẻ thế giới 1999 tổ chức tại Nigeria từ ngày 3 đến ngày 24 tháng 4 năm 1999. Đây là lần thứ 12 giải đấu được tổ chức.

## Vòng loại
24 đội sau đây đã giành quyền tham dự Giải vô địch bóng đá trẻ thế giới 1999.
| Liên đoàn                              | Giải đấu loại                                 | Các đội tuyển vượt qua vòng loại                                   |
| -------------------------------------- | --------------------------------------------- | ------------------------------------------------------------------ |
| AFC (châu Á)                           | Giải vô địch bóng đá trẻ châu Á 1998          | Nhật Bản · Kazakhstan1 · Hàn Quốc · Ả Rập Xê Út                    |
| CAF (châu Phi)                         | Chủ nhà                                       | Nigeria                                                            |
| CAF (châu Phi)                         | Giải vô địch bóng đá trẻ châu Phi 1999        | Cameroon · Ghana · Mali · Zambia1                                  |
| CONCACAF (Bắc, Trung Mỹ & Vùng Caribe) | Giải vô địch bóng đá U-20 CONCACAF 1998       | Costa Rica · Honduras · México · Hoa Kỳ                            |
| CONMEBOL (Nam Mỹ)                      | Giải vô địch bóng đá trẻ Nam Mỹ 1999          | Argentina · Brasil · Paraguay · Uruguay                            |
| OFC (châu Đại Dương)                   | Giải vô địch bóng đá U-20 châu Đại Dương 1998 | Úc                                                                 |
| UEFA (châu Âu)                         | Giải vô địch bóng đá U-18 châu Âu 1998        | Croatia1 · Anh · Đức · Bồ Đào Nha · Cộng hòa Ireland · Tây Ban Nha |

1.^ Các đội tuyển lần đầu tiên tham dự.

## Địa điểm
| Ibadan                                                                                               | Lagos                    | Enugu                       | Port Harcourt                        |
| --- | ------------------------ | --------------------------- | ------------------------------------ |
| Sân vận động Liberty                                                                                 | Sân vận động quốc gia    | Sân vận động Nnamdi Azikiwe | Sân vận động Liberation              |
| Sức chứa: 40,000                                                                                     | Sức chứa: 45,000         | Sức chứa: 22,000            | Sức chứa: 25,000                     |
| |                          |                             |                                      |
| IbadanLagosEnuguPort HarcourtKanoCalabarKadunaBauchiGiải vô địch bóng đá trẻ thế giới 1999 (Nigeria) |                          |                             |                                      |
| Kano                                                                                                 | Calabar                  | Kaduna                      | Bauchi                               |
| Sân vận động Sani Abacha                                                                             | Sân vận động U.J. Esuene | Sân vận động Ahmadu Bello   | Sân vận động Abubarkar Tafawa Balewa |
| Sức chứa: 18,000                                                                                     | Sức chứa: 16,000         | Sức chứa: 16,500            | Sức chứa: 15,000                     |
| |                          |                             |                                      |

## Vòng bảng
24 đội được chia thành sáu bảng, mỗi bảng bốn đội. Sáu đội nhất bảng, sáu đội nhì bảng và bốn đội ba bảng có thành tích tốt nhất sẽ giành quyền vào vòng đấu loại trực tiếp.

### Bảng A
| VT | Đội         | ST | T | H | B | BT | BB | HS | Đ | Giành quyền tham dự     |
| -- | ----------- | -- | - | - | - | -- | -- | -- | - | ----------------------- |
| 1  | Paraguay    | 3  | 2 | 0 | 1 | 5  | 6  | −1 | 6 | Vòng đấu loại trực tiếp |
| 2  | Nigeria (H) | 3  | 1 | 1 | 1 | 4  | 3  | +1 | 4 | Vòng đấu loại trực tiếp |
| 3  | Costa Rica  | 3  | 1 | 1 | 1 | 4  | 5  | −1 | 4 | Vòng đấu loại trực tiếp |
| 4  | Đức         | 3  | 1 | 0 | 2 | 5  | 4  | +1 | 3 |                         |

| Nigeria      | 1–1        | Costa Rica           |
| ------------ | ---------- | -------------------- |
| Aghahowa 20' | (Chi tiết) | Meléndez 83' (ph.đ.) |

| Đức                           | 4–0        | Paraguay |
| ----------------------------- | ---------- | -------- |
| Kern 44', 60', 69' · Falk 90' | (Chi tiết) |          |

| Nigeria                | 2–0        | Đức |
| ---------------------- | ---------- | --- |
| Shittu 69' · Garba 81' | (Chi tiết) |     |

| Costa Rica | 1–3        | Paraguay                               |
| ---------- | ---------- | -------------------------------------- |
| Garita 30' | (Chi tiết) | Santa Cruz 26' · Vera 50' · Cuevas 66' |

| Nigeria    | 1–2        | Paraguay                     |
| ---------- | ---------- | ---------------------------- |
| Shittu 38' | (Chi tiết) | Fernandez 9' · Maldonado 22' |

| Costa Rica               | 2–1        | Đức      |
| ------------------------ | ---------- | -------- |
| Brenes 33' · Santana 69' | (Chi tiết) | Timm 38' |

### Bảng B
| VT | Đội        | ST | T | H | B | BT | BB | HS | Đ | Giành quyền tham dự     |
| -- | ---------- | -- | - | - | - | -- | -- | -- | - | ----------------------- |
| 1  | Ghana      | 3  | 2 | 1 | 0 | 5  | 1  | +4 | 7 | Vòng đấu loại trực tiếp |
| 2  | Croatia    | 3  | 1 | 2 | 0 | 6  | 2  | +4 | 5 | Vòng đấu loại trực tiếp |
| 3  | Argentina  | 3  | 1 | 1 | 1 | 1  | 1  | 0  | 4 | Vòng đấu loại trực tiếp |
| 4  | Kazakhstan | 3  | 0 | 0 | 3 | 1  | 9  | −8 | 0 |                         |

| Ghana           | 1–1        | Croatia     |
| --------------- | ---------- | ----------- |
| Ofori-Quaye 68' | (Chi tiết) | Deranja 22' |

| Argentina     | 1–0        | Kazakhstan |
| ------------- | ---------- | ---------- |
| Cambiasso 44' | (Chi tiết) |            |

| Ghana           | 1–0        | Argentina |
| --------------- | ---------- | --------- |
| Ofori-Quaye 76' | (Chi tiết) |           |

| Croatia                                                                | 5–1        | Kazakhstan   |
| ---------------------------------------------------------------------- | ---------- | ------------ |
| Deranja 7' · Miladin 11' · Sabolčki 34' · Banović 79' · Bjelanović 88' | (Chi tiết) | Urazayev 67' |

| Ghana                   | 3–0        | Kazakhstan |
| ----------------------- | ---------- | ---------- |
| Gyan 51', 69' · Adu 53' | (Chi tiết) |            |

| Croatia | 0–0        | Argentina |
| ------- | ---------- | --------- |
|         | (Chi tiết) |           |

### Bảng C
| VT | Đội              | ST | T | H | B | BT | BB | HS | Đ | Giành quyền tham dự     |
| -- | ---------------- | -- | - | - | - | -- | -- | -- | - | ----------------------- |
| 1  | México           | 3  | 2 | 1 | 0 | 5  | 2  | +3 | 7 | Vòng đấu loại trực tiếp |
| 2  | Cộng hòa Ireland | 3  | 2 | 0 | 1 | 6  | 1  | +5 | 6 | Vòng đấu loại trực tiếp |
| 3  | Úc               | 3  | 1 | 0 | 2 | 4  | 8  | −4 | 3 |                         |
| 4  | Ả Rập Xê Út      | 3  | 0 | 1 | 2 | 2  | 6  | −4 | 1 |                         |

| Úc                                             | 3–1        | Ả Rập Xê Út |
| ---------------------------------------------- | ---------- | ----------- |
| Culina 29' · Maisano 72' · Al-Garni 77' (l.n.) | (Chi tiết) | Dabo 90'    |

| México      | 1–0        | Cộng hòa Ireland |
| ----------- | ---------- | ---------------- |
| Márquez 10' | (Chi tiết) |                  |

| Úc             | 1–3        | México                                     |
| -------------- | ---------- | ------------------------------------------ |
| Sterjovski 45' | (Chi tiết) | Márquez 2' · J. Rodríguez 58' · Osorno 83' |

| Ả Rập Xê Út | 0–2        | Cộng hòa Ireland       |
| ----------- | ---------- | ---------------------- |
|             | (Chi tiết) | McPhail 42' · Duff 65' |

| Úc | 0–4        | Cộng hòa Ireland                                  |
| -- | ---------- | ------------------------------------------------- |
|    | (Chi tiết) | Sadlier 20' · Duff 73' · Healy 74' · Crossley 90' |

| Ả Rập Xê Út  | 1–1        | México          |
| ------------ | ---------- | --------------- |
| Al-Saqri 37' | (Chi tiết) | L. González 30' |

### Bảng D
| VT | Đội        | ST | T | H | B | BT | BB | HS | Đ | Giành quyền tham dự     |
| -- | ---------- | -- | - | - | - | -- | -- | -- | - | ----------------------- |
| 1  | Mali       | 3  | 2 | 0 | 1 | 6  | 6  | 0  | 6 | Vòng đấu loại trực tiếp |
| 2  | Bồ Đào Nha | 3  | 1 | 1 | 1 | 4  | 3  | +1 | 4 | Vòng đấu loại trực tiếp |
| 3  | Uruguay    | 3  | 1 | 1 | 1 | 2  | 2  | 0  | 4 | Vòng đấu loại trực tiếp |
| 4  | Hàn Quốc   | 3  | 1 | 0 | 2 | 5  | 6  | −1 | 3 |                         |

| Uruguay       | 1–2        | Mali                   |
| ------------- | ---------- | ---------------------- |
| Chevantón 65' | (Chi tiết) | Camara 51' · Dissa 90' |

| Hàn Quốc     | 1–3        | Bồ Đào Nha                            |
| ------------ | ---------- | ------------------------------------- |
| Kim K.H. 37' | (Chi tiết) | R. Sousa 27' · Simão 85', 90' (ph.đ.) |

| Uruguay      | 1–0        | Hàn Quốc |
| ------------ | ---------- | -------- |
| Chevantón 3' | (Chi tiết) |          |

| Mali                                   | 2–1        | Bồ Đào Nha   |
| -------------------------------------- | ---------- | ------------ |
| Am. Coulibaly 15' (ph.đ.) · Ndiaye 45' | (Chi tiết) | P. Costa 55' |

| Uruguay | 0–0        | Bồ Đào Nha |
| ------- | ---------- | ---------- |
|         | (Chi tiết) |            |

| Mali                     | 2–4        | Hàn Quốc                                               |
| ------------------------ | ---------- | ------------------------------------------------------ |
| Dissa 57' · Bagayoko 60' | (Chi tiết) | Seol K.H. 3', 35' · Na H.K. 22' (ph.đ.) · Lee D.G. 69' |

### Bảng E
| VT | Đội      | ST | T | H | B | BT | BB | HS | Đ | Giành quyền tham dự     |
| -- | -------- | -- | - | - | - | -- | -- | -- | - | ----------------------- |
| 1  | Nhật Bản | 3  | 2 | 0 | 1 | 6  | 3  | +3 | 6 | Vòng đấu loại trực tiếp |
| 2  | Hoa Kỳ   | 3  | 2 | 0 | 1 | 5  | 4  | +1 | 6 | Vòng đấu loại trực tiếp |
| 3  | Cameroon | 3  | 2 | 0 | 1 | 4  | 4  | 0  | 6 | Vòng đấu loại trực tiếp |
| 4  | Anh      | 3  | 0 | 0 | 3 | 0  | 4  | −4 | 0 |                         |

| Cameroon       | 2–1      | Nhật Bản     |
| -------------- | -------- | ------------ |
| Komol 72', 89' | (Report) | Takahara 51' |

| Anh | 0–1      | Hoa Kỳ     |
| --- | -------- | ---------- |
|     | (Report) | Califf 12' |

| Cameroon          | 1–0      | Anh |
| ----------------- | -------- | --- |
| Cooper 63' (l.n.) | (Report) |     |

| Nhật Bản                                          | 3–1      | Hoa Kỳ       |
| ------------------------------------------------- | -------- | ------------ |
| Downing 10' (l.n.) · Takahara 51' · Ogasawara 85' | (Report) | Futagaki 74' |

| Cameroon  | 1–3      | Hoa Kỳ                            |
| --------- | -------- | --------------------------------- |
| Kioyo 63' | (Report) | Twellman 38', 79' · Bocanegra 57' |

| Nhật Bản               | 2–0      | Anh |
| ---------------------- | -------- | --- |
| Ishikawa 39' · Ono 48' | (Report) |     |

### Bảng F
| VT | Đội         | ST | T | H | B | BT | BB | HS | Đ | Giành quyền tham dự     |
| -- | ----------- | -- | - | - | - | -- | -- | -- | - | ----------------------- |
| 1  | Tây Ban Nha | 3  | 2 | 1 | 0 | 5  | 1  | +4 | 7 | Vòng đấu loại trực tiếp |
| 2  | Brasil      | 3  | 2 | 0 | 1 | 8  | 3  | +5 | 6 | Vòng đấu loại trực tiếp |
| 3  | Zambia      | 3  | 1 | 1 | 1 | 5  | 8  | −3 | 4 |                         |
| 4  | Honduras    | 3  | 0 | 0 | 3 | 4  | 10 | −6 | 0 |                         |

| Zambia                                      | 4–3        | Honduras                    |
| ------------------------------------------- | ---------- | --------------------------- |
| Makayi 19' · Makufi 44', 55' · Mbambara 72' | (Chi tiết) | Suazo 9', 90' · De León 41' |

| Tây Ban Nha    | 2–0        | Brasil |
| -------------- | ---------- | ------ |
| Gabri 15', 33' | (Chi tiết) |        |

| Zambia | 0–0        | Tây Ban Nha |
| ------ | ---------- | ----------- |
|        | (Chi tiết) |             |

| Honduras | 0–3        | Brasil                       |
| -------- | ---------- | ---------------------------- |
|          | (Chi tiết) | Edu 36', 80' · Matuzalém 41' |

| Zambia      | 1–5        | Brasil                                                                     |
| ----------- | ---------- | -------------------------------------------------------------------------- |
| Sinkala 39' | (Chi tiết) | Ronaldinho 27' · Aurélio 45' · Baiano 65' · Mancini 69' · Rodrigo Gral 80' |

| Honduras  | 1–3        | Tây Ban Nha                        |
| --------- | ---------- | ---------------------------------- |
| Oliva 76' | (Chi tiết) | Pablo 10' · Varela 26' · Rubén 31' |

### Xếp hạng các đội xếp thứ ba
| VT | Bg | Đội        | ST | T | H | B | BT | BB | HS | Đ | Giành quyền tham dự     |
| -- | -- | ---------- | -- | - | - | - | -- | -- | -- | - | ----------------------- |
| 1  | E  | Cameroon   | 3  | 2 | 0 | 1 | 4  | 4  | 0  | 6 | Vòng đấu loại trực tiếp |
| 2  | D  | Uruguay    | 3  | 1 | 1 | 1 | 2  | 2  | 0  | 4 | Vòng đấu loại trực tiếp |
| 3  | B  | Argentina  | 3  | 1 | 1 | 1 | 1  | 1  | 0  | 4 | Vòng đấu loại trực tiếp |
| 4  | A  | Costa Rica | 3  | 1 | 1 | 1 | 4  | 5  | −1 | 4 | Vòng đấu loại trực tiếp |
| 5  | F  | Zambia     | 3  | 1 | 1 | 1 | 5  | 8  | −3 | 4 |                         |
| 6  | C  | Úc         | 3  | 1 | 0 | 2 | 4  | 8  | −4 | 3 |                         |

## Vòng đấu loại trực tiếp

### Sơ đồ
|  | Round of 16                | Round of 16         |                     |       | Tứ kết        | Tứ kết        |                    |                    | Bán kết | Bán kết |  |  | Chung kết | Chung kết |
|  |                            |                     |                     |       |               |               |                    |                    |         |         |  |  |           |           |
|  | 15 tháng 4 - Enugu         |                     |                     |       |               |               |                    |                    |         |         |  |  |           |           |
|  |                            |                     |                     |       |               |               |                    |                    |         |         |  |  |           |           |
|  | Mali (aet)                 | 5                   |                     |       |               |               |                    |                    |         |         |  |  |           |           |
|  | Mali (aet)                 | 5                   | 18 tháng 4 - Enugu  |       |               |               |                    |                    |         |         |  |  |           |           |
|  | Cameroon                   | 4                   |                     |       |               |               |                    |                    |         |         |  |  |           |           |
|  | Cameroon                   | 4                   | Mali                | 3     |               |               |                    |                    |         |         |  |  |           |           |
|  | April 14 tháng 4 - Kano    |                     | Mali                | 3     |               |               |                    |                    |         |         |  |  |           |           |
|  |                            | Nigeria             | 1                   |       |               |               |                    |                    |         |         |  |  |           |           |
|  | Cộng hòa Ireland           | Nigeria             | 1                   | 1 (3) |               |               |                    |                    |         |         |  |  |           |           |
|  | Cộng hòa Ireland           |                     | April 21 - Kaduna   | 1 (3) |               |               |                    |                    |         |         |  |  |           |           |
|  | Nigeria (pen.)             | 1 (5)               |                     |       |               |               |                    |                    |         |         |  |  |           |           |
|  | Nigeria (pen.)             | 1 (5)               | Mali                | 1     |               |               |                    |                    |         |         |  |  |           |           |
|  | 15 tháng 4 - Port Harcourt |                     | Mali                | 1     |               |               |                    |                    |         |         |  |  |           |           |
|  |                            | Tây Ban Nha         | 3                   |       |               |               |                    |                    |         |         |  |  |           |           |
|  | Tây Ban Nha                | Tây Ban Nha         | 3                   | 3     |               |               |                    |                    |         |         |  |  |           |           |
|  | Tây Ban Nha                | 18 tháng 4 - Kaduna |                     | 3     |               |               |                    |                    |         |         |  |  |           |           |
|  | Hoa Kỳ                     | 2                   |                     |       |               |               |                    |                    |         |         |  |  |           |           |
|  | Hoa Kỳ                     | 2                   | Tây Ban Nha (pen.)  | 1 (8) |               |               |                    |                    |         |         |  |  |           |           |
|  | 14 tháng 4 - Kaduna        |                     | Tây Ban Nha (pen.)  | 1 (8) |               |               |                    |                    |         |         |  |  |           |           |
|  |                            | Ghana               | 1 (7)               |       |               |               |                    |                    |         |         |  |  |           |           |
|  | Ghana                      | Ghana               | 1 (7)               | 2     |               |               |                    |                    |         |         |  |  |           |           |
|  | Ghana                      |                     | 24 tháng 4 - Lagos  | 2     |               |               |                    |                    |         |         |  |  |           |           |
|  | Costa Rica                 | 0                   |                     |       |               |               |                    |                    |         |         |  |  |           |           |
|  | Costa Rica                 | 0                   | Tây Ban Nha         | 4     |               |               |                    |                    |         |         |  |  |           |           |
|  | 14 tháng 4 - Lagos         |                     | Tây Ban Nha         | 4     |               |               |                    |                    |         |         |  |  |           |           |
|  |                            | Nhật Bản            | 0                   |       |               |               |                    |                    |         |         |  |  |           |           |
|  | Paraguay                   | Nhật Bản            | 0                   | 2 (9) |               |               |                    |                    |         |         |  |  |           |           |
|  | Paraguay                   | 18 tháng 4 - Lagos  |                     | 2 (9) |               |               |                    |                    |         |         |  |  |           |           |
|  | Uruguay (pen.)             | 2 (10)              |                     |       |               |               |                    |                    |         |         |  |  |           |           |
|  | Uruguay (pen.)             | 2 (10)              | Uruguay             | 2     |               |               |                    |                    |         |         |  |  |           |           |
|  | 14 tháng 4 - Calabar       |                     | Uruguay             | 2     |               |               |                    |                    |         |         |  |  |           |           |
|  |                            | Brasil              | 1                   |       |               |               |                    |                    |         |         |  |  |           |           |
|  | Brasil                     | Brasil              | 1                   | 4     |               |               |                    |                    |         |         |  |  |           |           |
|  | Brasil                     |                     | 21 tháng 4- Lagos   | 4     |               |               |                    |                    |         |         |  |  |           |           |
|  | Croatia                    | 0                   |                     |       |               |               |                    |                    |         |         |  |  |           |           |
|  | Croatia                    | 0                   | Uruguay             | 1     |               |               |                    |                    |         |         |  |  |           |           |
|  | 15 tháng 4 - Bauchi        |                     | Uruguay             | 1     |               |               |                    |                    |         |         |  |  |           |           |
|  |                            | Nhật Bản            | 2                   |       | Tranh hạng ba | Tranh hạng ba |                    |                    |         |         |  |  |           |           |
|  | Nhật Bản (pen.)            | Nhật Bản            | 2                   | 1 (5) | Tranh hạng ba | Tranh hạng ba |                    |                    |         |         |  |  |           |           |
|  | Nhật Bản (pen.)            | 18 tháng 4 - Ibadan | 18 tháng 4 - Ibadan | 1 (5) |               |               | 24 tháng 4 - Lagos | 24 tháng 4 - Lagos |         |         |  |  |           |           |
|  | Bồ Đào Nha                 | 18 tháng 4 - Ibadan | 18 tháng 4 - Ibadan | 1 (4) |               |               | 24 tháng 4 - Lagos | 24 tháng 4 - Lagos |         |         |  |  |           |           |
|  | Bồ Đào Nha                 | Nhật Bản            | 2                   | 1 (4) | Mali          | 1             |                    |                    |         |         |  |  |           |           |
|  | 15 tháng 4 - Ibadan        | Nhật Bản            | 2                   |       | Mali          | 1             |                    |                    |         |         |  |  |           |           |
|  |                            | México              | 0                   |       | Uruguay       | 0             |                    |                    |         |         |  |  |           |           |
|  | México                     | México              | 0                   | 4     | Uruguay       | 0             |                    |                    |         |         |  |  |           |           |
|  | México                     |                     |                     | 4     |               |               |                    |                    |         |         |  |  |           |           |
|  | Argentina                  | 1                   |                     |       |               |               |                    |                    |         |         |  |  |           |           |
|  | Argentina                  | 1                   |                     |       |               |               |                    |                    |         |         |  |  |           |           |

### Vòng 16 đội
| Cộng hòa Ireland                    | 1–1 (s.h.p.) | Nigeria                                       |
| ----------------------------------- | ------------ | --------------------------------------------- |
| Sadlier 35'                         | (Chi tiết)   | Ikedia 70'                                    |
| Loạt sút luân lưu                   |              |                                               |
| Crossley · Donnolly · Heary · Quinn | 3–5          | Ikedia · Okunowo · Aranka · Dombraye · Shittu |

| Ghana                         | 2–0        | Costa Rica |
| ----------------------------- | ---------- | ---------- |
| Afriyie 18' · Ofori-Quaye 82' | (Chi tiết) |            |

| Paraguay | 2–2 (s.h.p.) | Uruguay |
| --- | ------------ | --- |
| Santa Cruz 62' (ph.đ.), 86'                                                                                         | (Chi tiết)   | Chevantón 32' · Forlán 49'                                                                                  |
| Loạt sút luân lưu                                                                                                   |              | |
| Santa Cruz · Maldonado · Escobar · Blanco · Da Silva · Florentín · Domínguez · Vera · Cuevas · Giménez · Santa Cruz | 9–10         | Canobbio · Cardozo · Pellegrín · Carini · Anchén · Sorondo · Correa · Machado · Carreño · Carini · Canobbio |

| Brasil                                                              | 4–0        | Croatia |
| ------------------------------------------------------------------- | ---------- | ------- |
| Ronaldinho 21' (ph.đ.), 45' · Fernando Baiano 48' (ph.đ.) · Edu 68' | (Chi tiết) |         |

| Nhật Bản                                   | 1–1 (s.h.p.) | Bồ Đào Nha                                   |
| ------------------------------------------ | ------------ | -------------------------------------------- |
| Endo 48'                                   | (Chi tiết)   | Marco Claúdio 80'                            |
| Loạt sút luân lưu                          |              |                                              |
| Ono · Nakata · Motoyama · Takahara · Sakai | 5–4          | Simão · Marco Cláudio · Sousa · Costa · Leal |

| Tây Ban Nha               | 3–2        | Hoa Kỳ            |
| ------------------------- | ---------- | ----------------- |
| Pablo 15', 32' · Xavi 19' | (Chi tiết) | Twellman 49', 90' |

| México                                                             | 4–1        | Argentina    |
| ------------------------------------------------------------------ | ---------- | ------------ |
| Osorno 52' · E. Rodríguez 55' · J. Rodríguez 67' · L. González 88' | (Chi tiết) | Galletti 41' |

| Mali                                                    | 5–4 (s.h.p.) | Cameroon                               |
| ------------------------------------------------------- | ------------ | -------------------------------------- |
| Ndiaye 9' · Bagayoko 67' · Camara 83' · Dissa 90', 104' | (Chi tiết)   | Komol 10', 74' · Mbami 23' · Kioyo 26' |

### Tứ kết
| Uruguay                           | 2–1        | Brasil              |
| --------------------------------- | ---------- | ------------------- |
| Anchen 44' · Canobbio 86' (ph.đ.) | (Chi tiết) | Fernando Baiano 27' |

| Mali                          | 3–1        | Nigeria   |
| ----------------------------- | ---------- | --------- |
| Bagayoko 1', 72' · Diarra 44' | (Chi tiết) | Garba 17' |

| Nhật Bản              | 2–0        | México |
| --------------------- | ---------- | ------ |
| Motoyama 4' · Ono 24' | (Chi tiết) |        |

| Tây Ban Nha                                                                       | 1–1 (s.h.p.) | Ghana                                                                         |
| --------------------------------------------------------------------------------- | ------------ | ----------------------------------------------------------------------------- |
| Barkero 54' (ph.đ.)                                                               | (Chi tiết)   | Ofori-Quaye 90'                                                               |
| Loạt sút luân lưu                                                                 |              |                                                                               |
| Xavi · Lombardero · Yeste · García · Jusué · Bermudo · Marchena · Orbaiz · Varela | 8–7          | Ansah · Razak · Appiah · Amuzu · Mohammed · Gyan · Abdul · Ofori-Quaye · Blay |

### Bán kết
| Mali      | 1–3        | Tây Ban Nha               |
| --------- | ---------- | ------------------------- |
| Dissa 52' | (Chi tiết) | Varela 2', 26' · Xavi 90' |

| Uruguay       | 1–2        | Nhật Bản                 |
| ------------- | ---------- | ------------------------ |
| Chevantón 24' | (Chi tiết) | Takahara 23' · Nagai 35' |

### Tranh hạng ba
| Mali      | 1–0        | Uruguay |
| --------- | ---------- | ------- |
| Keita 30' | (Chi tiết) |         |

### Chung kết
| Tây Ban Nha                             | 4–0        | Nhật Bản |
| --------------------------------------- | ---------- | -------- |
| Barkero 5' · Pablo 14', 30' · Gabri 51' | (Chi tiết) |          |

| Tây Ban Nha | Nhật Bản |

## Vô địch
| Giải vô địch bóng đá trẻ thế giới 1999 |
| -------------------------------------- |
| · Tây Ban Nha · Lần thứ 1              |

## Cầu thủ ghi bàn
5 bàn
- Mahamadou Dissa
- Pablo Couñago

4 bàn
- Gaspard Komol
- Peter Ofori-Quaye
- Mamadou Bagayoko
- Taylor Twellman
- Javier Chevantón

3 bàn
- Fernando Baiano
- Edu
- Ronaldinho
- Enrico Kern
- Naohiro Takahara
- Roque Santa Cruz
- Gabri
- Fernando Varela

2 bàn
- Francis Kioyo
- Zvonimir Deranja
- Baffour Gyan
- Damien Duff
- Richard Sadlier
- Shinji Ono
- Abdoulaye Camara
- Tenema Ndiaye
- Luis González
- Rafael Márquez
- Daniel Osorno
- Juan Pablo Rodríguez
- Hashimu Garba
- Ganiyu Shittu
- Simão
- Seol Ki-Hyeon
- José Barkero
- Xavi
- Bernard Makufi

1 bàn
- Esteban Cambiasso
- Luciano Galletti
- Jason Culina
- John Maisano
- Mile Sterjovski
- Fábio Aurélio
- Rodrigo Gral
- Mancini
- Matuzalém
- Modeste M'bami
- Alberto Brenes
- Mauricio Garita
- Allan Meléndez
- Esteban Santana
- Ivica Banović
- Saša Bjelanović
- Darko Miladin
- Silvester Sabolčki
- Patrick Falk
- Christian Timm
- Tutu Adu
- Owusu Afriyie
- Julio César de León
- Carlos Oliva
- Maynor Suazo
- Garry Crossley
- Colin Healy
- Stephen McPhail
- Yasuhito Endō
- Tatsuya Ishikawa
- Masashi Motoyama
- Yuichiro Nagai
- Mitsuo Ogasawara
- Yerlan Urazayev
- Amadou Coulibaly
- Mahamadou Diarra
- Seydou Keita
- Eduardo Rodríguez
- Julius Aghahowa
- Pius Ikedia
- Nelson Cuevas
- Sergio Fernández
- Rubén Maldonado
- Nelson Vera
- Marco Claúdio
- Paulo Costa
- Ricardo Sousa
- Saleh Al-Saqri
- Mohamad Dabo
- Kim Kun-Hyung
- Lee Dong-Gook
- Na Hee-Keun
- Rubén Suárez
- Carlos Bocanegra
- Danny Califf
- Ryan Futagaki
- Jorge Anchen
- Fabián Canobbio
- Diego Forlán
- Japhet Makayi
- Ronald Mbambara
- Andrew Sinkala

## Giải thưởng
| Chiếc giày vàng | Quả bóng vàng | Giải phong cách FIFA |
| --------------- | ------------- | -------------------- |
| Pablo Couñago   | Seydou Keita  | Croatia              |

## Bảng xếp hạng giải đấu
| VT | Đội              | ST | T | H | B | BT | BB | HS  | Đ  | Chung cuộc            |
| -- | ---------------- | -- | - | - | - | -- | -- | --- | -- | --------------------- |
| 1  | Tây Ban Nha      | 7  | 5 | 2 | 0 | 16 | 5  | +11 | 17 | Vô địch               |
| 2  | Nhật Bản         | 7  | 4 | 1 | 2 | 11 | 9  | +2  | 13 | Á quân                |
| 3  | Mali             | 7  | 5 | 0 | 2 | 16 | 14 | +2  | 15 | Hạng ba               |
| 4  | Uruguay          | 7  | 2 | 2 | 3 | 7  | 8  | −1  | 8  | Hạng tư               |
|    |                  |    |   |   |   |    |    |     |    |                       |
| 5  | Ghana            | 5  | 3 | 2 | 0 | 8  | 2  | +6  | 11 | Bị loại ở Tứ kết      |
| 6  | México           | 5  | 3 | 1 | 1 | 9  | 5  | +4  | 10 | Bị loại ở Tứ kết      |
| 7  | Brasil           | 5  | 3 | 0 | 2 | 13 | 5  | +8  | 9  | Bị loại ở Tứ kết      |
| 8  | Nigeria          | 5  | 1 | 2 | 2 | 6  | 7  | −1  | 5  | Bị loại ở Tứ kết      |
|    |                  |    |   |   |   |    |    |     |    |                       |
| 9  | Cộng hòa Ireland | 4  | 2 | 1 | 1 | 7  | 2  | +5  | 7  | Bị loại ở Vòng 16 đội |
| 10 | Paraguay         | 4  | 2 | 1 | 1 | 7  | 8  | −1  | 7  | Bị loại ở Vòng 16 đội |
| 11 | Hoa Kỳ           | 4  | 2 | 0 | 2 | 7  | 7  | 0   | 6  | Bị loại ở Vòng 16 đội |
| 12 | Cameroon         | 4  | 2 | 0 | 2 | 8  | 9  | −1  | 6  | Bị loại ở Vòng 16 đội |
| 13 | Bồ Đào Nha       | 4  | 1 | 2 | 1 | 5  | 4  | +1  | 5  | Bị loại ở Vòng 16 đội |
| 14 | Croatia          | 4  | 1 | 2 | 1 | 6  | 6  | 0   | 5  | Bị loại ở Vòng 16 đội |
| 15 | Costa Rica       | 4  | 1 | 1 | 2 | 4  | 7  | −3  | 4  | Bị loại ở Vòng 16 đội |
| 16 | Argentina        | 4  | 1 | 1 | 2 | 2  | 5  | −3  | 4  | Bị loại ở Vòng 16 đội |
|    |                  |    |   |   |   |    |    |     |    |                       |
| 17 | Zambia           | 3  | 1 | 1 | 1 | 5  | 8  | −3  | 4  | Bị loại ở Vòng bảng   |
| 18 | Đức              | 3  | 1 | 0 | 2 | 5  | 4  | +1  | 3  | Bị loại ở Vòng bảng   |
| 19 | Hàn Quốc         | 3  | 1 | 0 | 2 | 5  | 6  | −1  | 3  | Bị loại ở Vòng bảng   |
| 20 | Úc               | 3  | 1 | 0 | 2 | 4  | 8  | −4  | 3  | Bị loại ở Vòng bảng   |
| 21 | Ả Rập Xê Út      | 3  | 0 | 1 | 2 | 2  | 6  | −4  | 1  | Bị loại ở Vòng bảng   |
| 22 | Anh              | 3  | 0 | 0 | 3 | 0  | 4  | −4  | 0  | Bị loại ở Vòng bảng   |
| 23 | Honduras         | 3  | 0 | 0 | 3 | 4  | 10 | −6  | 0  | Bị loại ở Vòng bảng   |
| 24 | Kazakhstan       | 3  | 0 | 0 | 3 | 1  | 9  | −8  | 0  | Bị loại ở Vòng bảng   |